# Ascochyta lathyri
Ascochyta lathyri är en svampart som beskrevs av Trail 1887. Ascochyta lathyri ingår i släktet Ascochyta, ordningen Pleosporales, klassen Dothideomycetes, divisionen sporsäcksvampar och riket svampar.   Inga underarter finns listade i Catalogue of Life.